# Commissariato del Bassopiano Orientale
Il commissariato del Bassopiano Orientale era uno dei commissariati dell'Africa Orientale Italiana. Istituito nel 1904 con il nome di "commissariato di Massaua",  faceva parte del governatorato dell'Eritrea.  

## Geografia
Il commissariato era bagnato ad est dal mar Rosso e confinava a nord con il commissariato di Cheren, a sud con il commissariato dell'Acchelè Guzai e a ovest con il commissariato di Cheren e il commissariato dell'Hamasien. Il territorio comprendeva un breve piana costiera a le prime elevazioni dell'Acrocoro etiopico. La massima altitudine era raggiunta dal monte Ghedem (925 m).

## Residenze
Il commissariato comprendeva le seguenti residenze:
- residenza di Massaua
  - vice residenza di Ghinda